# La Monte Young
La Monte Young (født 14. oktober 1935) er en amerikansk minimalistisk komponist og musiker.
Er en noget avanceret komponist, der også har skrevet værker uden lyd.